# Metodo Augustus
Il metodo Augustus è uno strumento di riferimento per la pianificazione nel campo delle emergenze utilizzato dal Dipartimento della Protezione Civile della Repubblica Italiana.
Il metodo Augustus nasce dall'esigenza di dotare il Servizio Complesso di Protezione Civile Italiano, sancito con la legge 225/92, di un indirizzo unitario di base (linguaggi e procedure, ecc, ecc) per la pianificazione dei soccorsi di Protezione civile nei vari livelli di competenza. Pianificazione dei soccorsi diversa dal concetto di preparazione/programmazione (nota in letteratura come preparedness).
La pianificazione di protezione civile italiana si rifà ad una tipologia di "preparazione" diffusa e più adottata in ambito internazionale ossia " la preparazione per fronteggiare emergenze" (cd Disaster Preparedness), definito dall'ONU come "previsione e adozione di misure precauzionali prima di una minaccia imminente quando sono possibili avvertimenti anticipati".

## Storia
Le prime esperienze parziali dell'operato della protezione civile italiana furono realizzate per l'alluvione del Tanaro del 1994 e per l'alluvione della Versilia del 19 giugno 1996 nonché attraverso incontri operativi internazionali in occasione del Terremoto di Northridge del 1994 nei pressi di Los Angeles e il terremoto di Kobe del 1995.
Il metodo venne pubblicato per la prima volta tra maggio e giugno 1997 nella rivista DPC INFORMA “Periodico informativo del Dipartimento della Protezione Civile” – anno II; numero 4. la nomenclatura fu opera di Patrizia Cologgi dirigente del Volontariato del Dipartimento della Protezione Civile Presidenza del Consiglio dei Ministri, nell'ambito della Commissione istituita ad hoc negli anni 1990, presso il Ministero dell'Interno, per rivedere l'antecedente impostazione organizzativa prevista nel cosiddetto "Piano Mercurio", adottato dallo stesso Ministero e quindi dalle Prefetture, incentrato sul concetto del "censimento" delle forze in campo, del loro dispiegamento/impiego solo in caso di necessità e del solo soccorso e controllo del territorio. L'intento del metodo, la cui impostazione di tipo funzionalista/pragmatica era mutuata dalle collaudate procedure della FEMA statunitense, era di dotare le Autorità preposte di Protezione civile di uno strumento di programmazione delle complesse attività di PC, snello,  flessibile, comprensibile e di facile consultazione sia per agli addetti ai lavori sia e specialmente per i cittadini.

## Caratteristiche
Il metodo Augustus, scritto da Elvezio Galanti sulla rivista DPC INFORMA, che si voleva invalidare nei primi anni 2000, deriva dalla cultura pragmatica anglossassone, considera "l'emergenza" (situazione pubblica di particolare difficoltà e pericolosità) quale "organismo" e come tale costituito da funzioni fisiologiche (sistema endocrino, cardiologico eccetera), ognuna specializzata nel proprio settore e che svolge normalmente la sua attività ordinaria. Quando l'equilibrio dell'organismo viene alterato per una malattia, tutte le sue funzioni concorrono a ripristinare l'omeostasi per guarire l'organismo colpito. In protezione civile "l'organismo" è il territorio sul quale agiscono normalmente, e ognuno per la sua specificità, delle funzioni (comunali, regionali, sanità, trasporti eccetera). In caso di calamità queste attività si mettono ad operare tutte insieme.
La metodologia Augustus, mette in luce un aspetto fondamentale del funzionamento della Protezione Civile italiana: la sua natura sistemica. Un complesso apparato fatto di elementi diversi, organizzazioni diverse, che derivano dal funzionamento di sistemi/apparati organizzativi differenti ma in interazione tra loro e con altri sistemi/dispositivi organizzativi. Cosicché il "sistema" di PC non è il solo Dipartimento della Protezione Civile della Presidenza del Consiglio dei Ministri,  monolitico, autonomo ed ego centrato. Piuttosto, esso, il "sistema di PC" è una costellazione complessa di sistemi e processi differenti. 
"La natura polisemica del termine .. sistema .. ha spesso dato luogo a confusione." Gli studiosi di PC usano la parola .. sistema .. "per riferirsi a un insieme di elementi connessi in un tutto organico e funzionalmente unitario" destinati a determinate funzioni preparatorie/operative, Ciascun sistema dipende da una particolare costellazione di reti/dispositivi operativi che coinvolgono specifiche strutture, e ogni struttura/dispositivo organizzativa/o svolge un ruolo specializzato all'interno del sistema generale di PC.

## Funzionamento e modalità operative
In fase di progettazione preventiva di protezione civile, prima su tutte, si promuove la raccolta di notizie (tempo di ricorrenza di un evento, conformazione geologica, tessuto produttivo, tessuto urbano eccetera), poi si procede con esami di base (analisi di pericolosità, di vulnerabilità eccetera) e infine fa una prima diagnosi (scenario ossia cosa mi aspetto che potrebbe accadere) e per questo predispone dei presidi (reti di monitoraggio, pulizie degli alvei dei fiumi, adeguamento sismico delle strutture eccetera).  In emergenza conclamata, invece, la procedura è di area critica.
Si dispongono cioè subito presidi di fronteggiamento, si applicano protocolli definiti e condivisi (potrebbero essere i Piani Nazionali d'Emergenza o di Soccorso quando esistono).
In assenza o nella impossibilità di attivare tali protocolli, si adottano misure minime di fronteggiamento attraverso la costituzione di una "cellula resiliente" per gestire il "grande 5 " ossia cinque macroaree in cui è suddiviso l'approccio operativo in emergenza acuta: 
1) individuazioni di siti per cabina regia, 
2) punti di entrata per i soccorsi attesi, 
3) aree di accoglienza e prima assistenza alle popolazioni,
4) individuazione dei siti di prossimità per coordinare interventi locali, 
5) assistenza alla popolazione (sanità e gestione di eventuali campi provvisori di accoglienza e permanenza).
In tale scenario il Metodo Agustus diventa una buona pratica per gestire la situazione attraverso l'individuazione, normalmente, di 14 funzioni di supporto di base o sostegno che corrispondono a tutte le figure istituzionali competenti e specifiche per ogni funzione a livello territoriale e che concorrono al suo funzionamento ordinario e straordinario. Tali funzioni sono solitamente coinvolte durante l'emergenza stessa, mentre nelle fasi di studio precedenti all'emergenza, ossia previsione e prevenzione vengono disattivate e consegnate al loro specifico e ordinario funzionamento istituzionale.
Il Metodo Augustus ha una caratteristica di grande flessibilità e scalabilità ossia si adatta alla reale situazione in atto, a qualsiasi tipologia emergenziale, a qualsiasi entità dell'emergenza e a qualsiasi struttura amministrativa/operativa di prossimità. Di solito tale esercizio lo si esplica attraverso le già citate 14 funzioni di base che sono tali in tutto il territorio nazionale e a tutti i livelli (nazionale, regionale, provinciale), ma può anche essere assemblato da un numero minore di funzioni ovvero superiore.
Quando è considerato necessario, le "funzioni di base"  attivate convergono e prendono posto presso i Centri Operativi. Questi ultimi possono essere di vario livello, a seconda del tipo di estensione geografica dell'emergenza, ognuno indicato con una particolare terminologia:
- con C.O.C. si intende il Centro Operativo Comunale, responsabile delle attività a livello comunale-locale, il cui massimo punto di riferimento è il Sindaco o un suo Delegato.
- il C.O.M., Centro Operativo Misto è un Centro Operativo di livello superiore, paragonabile per certi aspetti al successivo C.C.S.. Durante un'emergenza che copre una vasta area possono essere più di uno, e venire costituiti ad hoc al fine di avere un "occhio e braccio operativo" il più possibile vicino al luogo dell'evento;
- il C.C.S. (Centro Coordinamento dei Soccorsi), è l'organo principale a livello provinciale, ed è presieduto dal Prefetto o suo Delegato.
- il C.O.R. è il Centro Operativo Regionale, per emergenze che coinvolgono più province; è presieduto dal Presidente della Regione o suo Delegato.
- la Di.Coma.C. è la Direzione di Comando e Controllo, organo decisionale di livello nazionale attivato nelle grandi calamità (e situata solitamente presso la sede del Dipartimento di Protezione Civile, a Roma; eccezionalmente, può essere proiettata nelle retrovie del teatro operativo).

In caso di emergenza nazionale verrà attivata la Di.Coma.C., con sede presso il Dipartimento della Protezione Civile. 
A livello regionale avremo il C.O.R. la cui autorità di protezione civile è il Presidente della Regione. 
A livello di prefetture (Uffici Territoriali di Governo - U.T.G.) verranno attivate due strutture operative: il C.C.S. ovvero Centro Coordinamento Soccorsi che ha sede presso la Prefettura della provincia e allo stesso tempo vengono attivati uno o più C.O.M., Centri Operativi Misti. Questi ultimi hanno la peculiarità di essere presenti il più vicino possibile al luogo dell'evento ed essere così un "occhio" e "braccio operativo" del C.C.S. presieduto dal Prefetto o suo delegato.
A livello comunale, verrà attivato il C.O.C. acronimo di Centro Operativo Comunale, presieduto dal Sindaco o suo delegato (autorità di Protezione Civile a livello comunale). 
I responsabili sono solitamente funzionari di medio-alto livello dell'ente / struttura deputata all'esercizio della funzione, ed è da questi delegato a rappresentarli ed a gestirne le risorse attivate in emergenza. Il punto di forza di questo metodo è nella flessibilità di applicazione, che permette ad esempio di non attivare una o più funzioni nel caso non siano necessarie per lo svolgimento delle operazioni previste. Inoltre, la compresenza di tutti i responsabili di funzione (con relativo potere di attivazione e gestione in tempo reale - e di concerto - di tutte le forze impiegate) rende molto più efficace e tempestiva l'integrazione delle operazioni "joint".

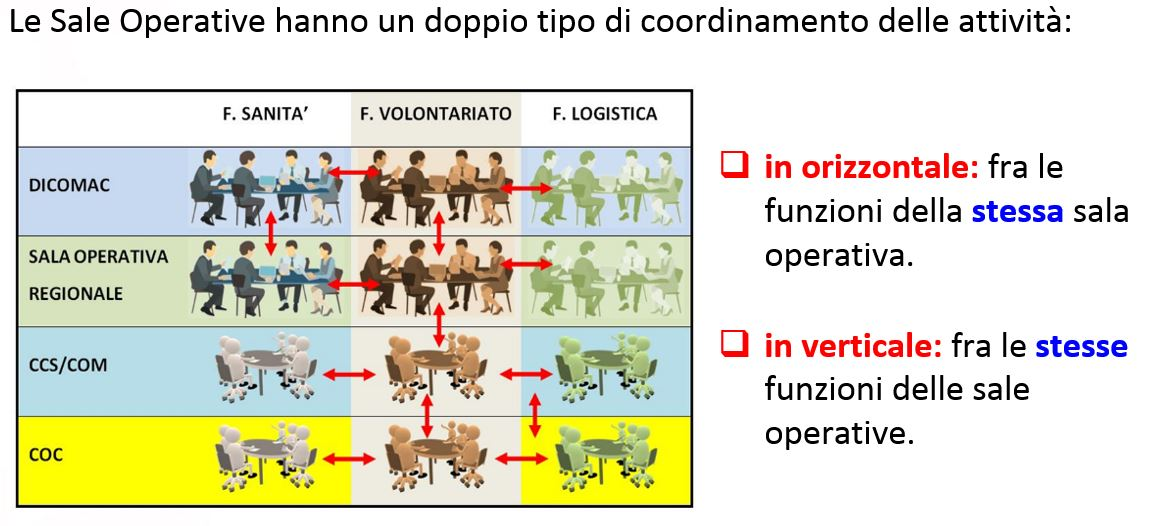
SALE OPERATIVE: COORDINAMENTI ORIZZONTALI E VERTICALI

## Le funzioni di supporto
Le funzioni di supporto, che rappresentano settori specifici di attività per la gestione dell’emergenza, sono denominate come segue:
- Unità di coordinamento.
- Rappresentanze delle strutture operative.
- Assistenza alla popolazione.
- Sanità e assistenza sociale.
- Logistica.
- Telecomunicazioni d’emergenza.
- Accessibilità e mobilità.
- Servizi essenziali.
- Attività aeree e marittime.
- Tecnica e di valutazione.
- Censimento danni e rilievo dell’agibilità.
- Volontariato.
- Rappresentanza dei Beni Culturali.
- Stampa e comunicazione.
- Supporto amministrativo e finanziario.
- Continuità amministrativa.